# Santa Isabel Xiloxoxtla
Santa Isabel Xiloxoxtla là một đô thị thuộc bang Tlaxcala, México. Năm 2005, dân số của đô thị này là 4118 người.